# Characidium sanctjohanni
Characidium sanctjohanni är en fiskart som beskrevs av Dahl, 1960. Characidium sanctjohanni ingår i släktet Characidium och familjen Crenuchidae. Inga underarter finns listade i Catalogue of Life.